# Cédrine Kerbaol
Cédrine Kerbaol   (Brest, 15 de maig de 2001) és una ciclista professional francesa. Des del 2025 competeix amb el EF-Oatly-Cannondale, equip de la segona divisió de ciclisme.

## Biografia
Cédrine Kerbaol va créixer a Plouarzel, a la Bretanya. Es va iniciar amb la bicicleta de muntanya; però es unir al club de ciclisme de carretera de Saint-Renan.
El 2019 es va proclamar campiona francesa en ruta junior i en relleus contrarellotge. També va aconseguir la medalla de bronze en la prova contrarellotge de la categoria junior. Dos anys més tard, corrent amb l'Arkéa, va aconseguir la seva primera victòria professional (el Gran Premi de la Ciutat de Morteau) i el campionat nacional sub-23 contrarellotge; però, on va destacar especialment, fou al campionat nacional de contrarellotge, on va quedar just per darrere de les dues favorites, Audrey Cordon-Ragot i Juliette Labous.
El 2022, Cédrine Kerbaol s'incorpora al Cofidis amb un contracte per a dues temporades. Durant la temporada, Kerbaol aconsegueix el segon lloc de la general (i de joves) al Tour de Bretanya i repeteix la tercera posició al campionat francès de contrarellotge. A l'octubre, el Ceratizit-WNT anuncia el seu fitxatge per al 2023. Això provoca la reacció de Cédric Vasseur, manager del Cofidis, afirmant que la ciclista encara té contracte amb la seva formació. Tot i això, a finals d'any, Kérbaol canvia d'equip i s'uneix al Ceratizit-WNT.
La temporada 2023 va ser molt reeixida. Va guanyar la classificació general i una etapa al Tour de Normandia i el campionat francès de contrarellotge i va aconseguir ser la millor jove del Tour de França, esdevenint la primera francesa que vestia el mallot blanc de líder d'aquesta classificació. A més, també va quedar segona al Gran Premi de Plumelec-Morbihan i tercera de joves al Tour Femení Internacional dels Pirineus, a la RideLondon Classique i al Tour de Bretanya. Pocs dies més tard, va formar part de la selecció francesa que va quedar segona als campionats del món en contrarellotge per equips mixtos i primera als campionat d'Europa en la mateixa especialitat.

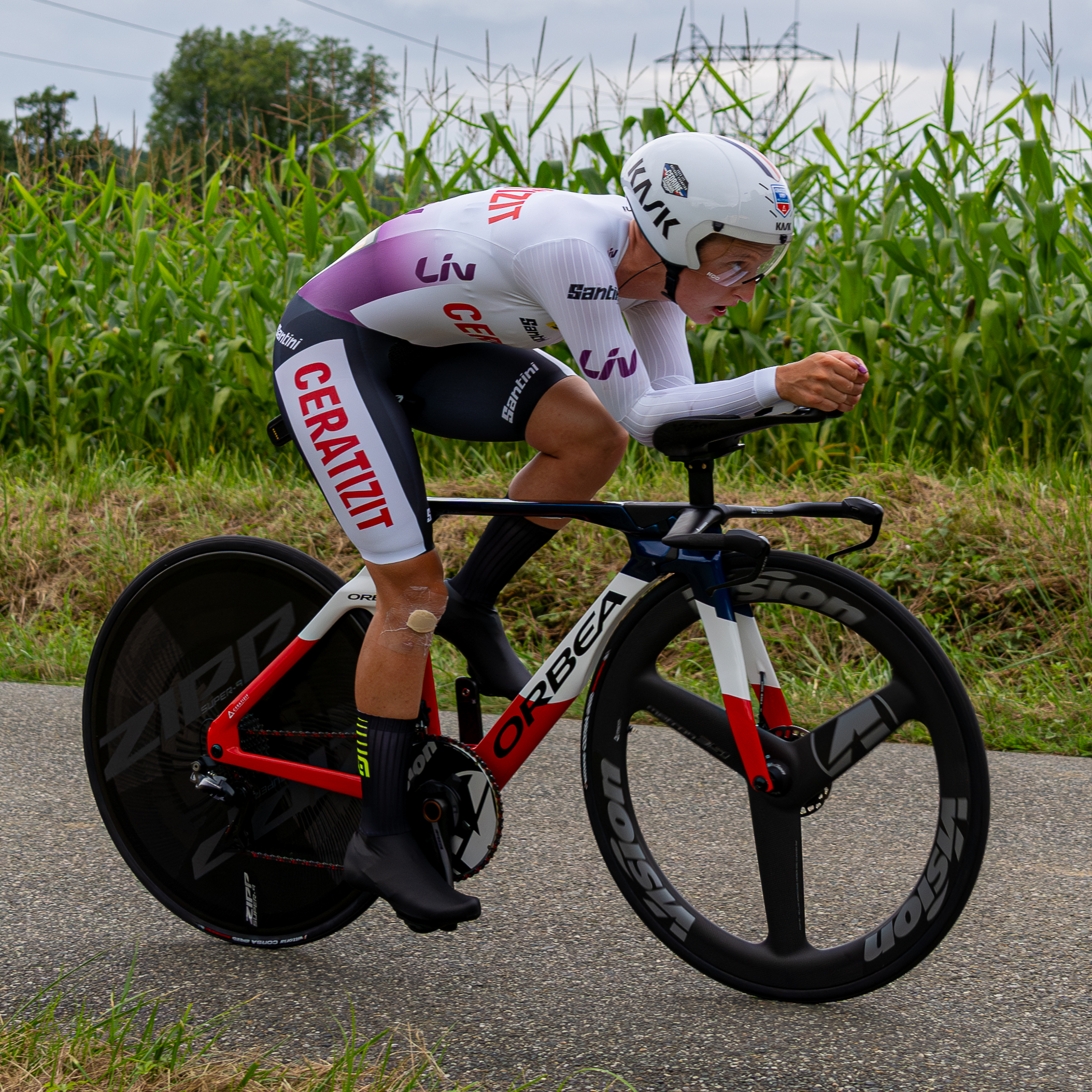
Kerbaol amb la seva bicicleta de campiona francesa de contrarellotge al Tour de França de 2023.

La temporada 2024, el Ceratizit-WNT puja a la màxima categoria de ciclisme, fet que li obre les portes a participar en totes les proves del Women's World Tour. Durant les primeres proves, de nivell més baix, Kerbaol s'imposa a la Volta a la Comunitat Valenciana. A l'abril també guanya la Durango-Durango Emakumeen Saria i, al juny, queda sisena en totes les etapes i en la general —segona millor jove— de la Volta Ciclista a Catalunya femenina, subcampiona francesa de contrarellotge i setena en la prova en ruta. Fa el seu debut al Giro d'Itàlia, on abandona a la quarta etapa i, a l'agost, aconsegueix la victòria en la sisena etapa del Tour de França.

## Palmarès
- 2019
  -  Campiona de França júnior de carretera
  -  Campiona de França a la carretera al relleu mixt júnior
- 2021
  -  Campiona de França de contrarellotge sub-23
  - 1a al Premi Ciutat de Morteau
- 2022
  -  Medalla de bronze en contrarellotge als Jocs Mediterranis
- 2023
  -  Campiona de França de contrarellotge
  - 1a al Tour de Normandia i vencedora d'una etapa
  -  Campiona de la classificació de joves al Tour de França
- 2024
  - 1a a la Volta a la Comunitat Valenciana Fèmines
  - 1a a la Emakumeen Saria
  - Vencedora d'etapa al Tour de França
  - 1a a Chrono Roland bouge
  - 1a al Tre Valli Varesine
- 2025
  -  Campiona de França de contrarellotge

### Resultats a les Grans Voltes

#### Giro d'Itàlia
- 2024: no surt a la 4a etapa.

#### Tour de França
- 2023: 12a posició.  Campiona de la classificació de joves.
- 2024: 6a posició i vencedora de la 6a etapa.
- 2025: 8a posició

Volta a Espanya
- 2025: 4a posició